# Parada en la puerta de la escuela

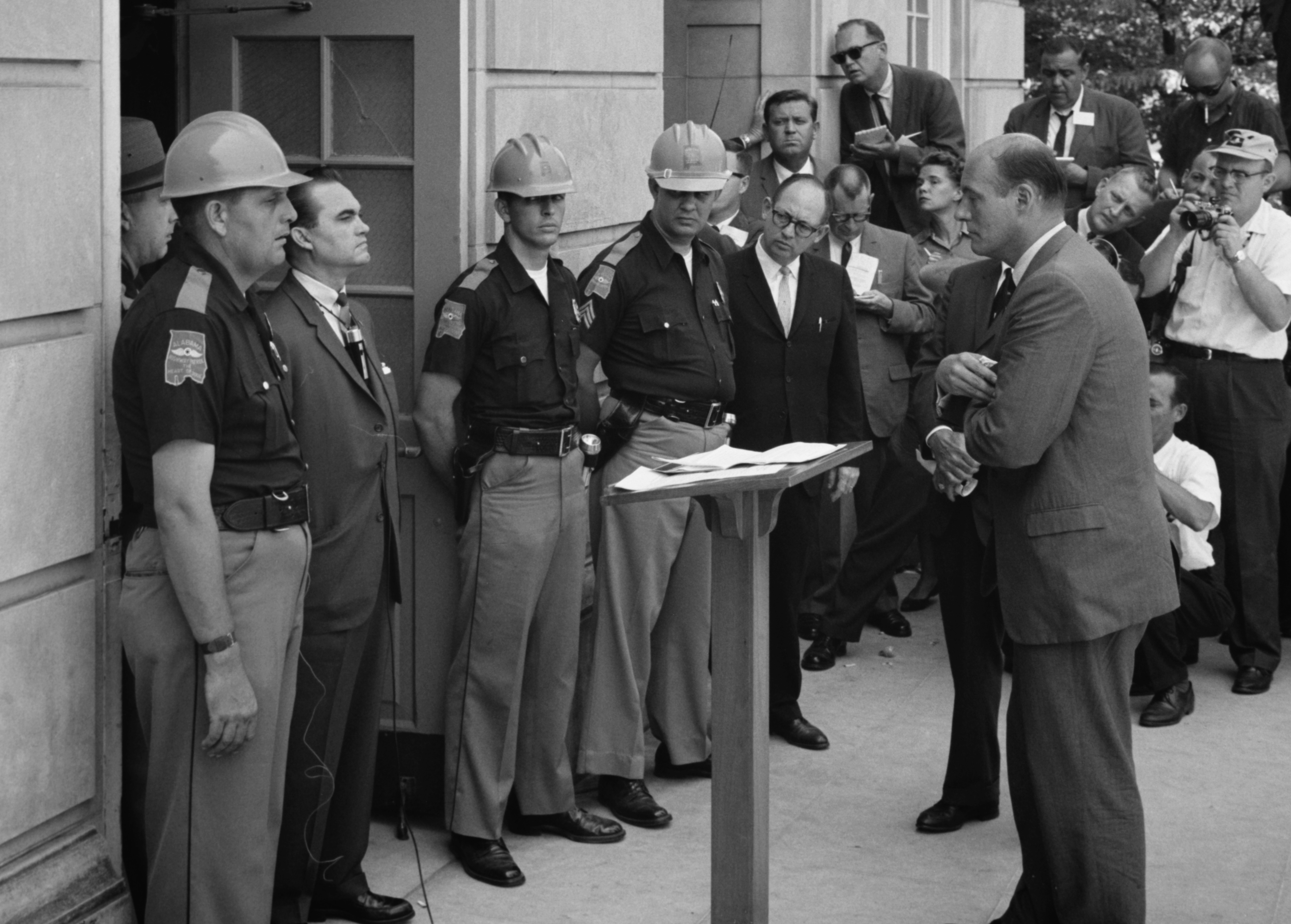
El gobernador George Wallace, intentando bloquear la integración en la Universidad de Alabama, se encuentra parado en actitud desafiante en la puerta del Auditorio Foster ante el Deputy U.S. Attorney General Nicholas Katzenbach.

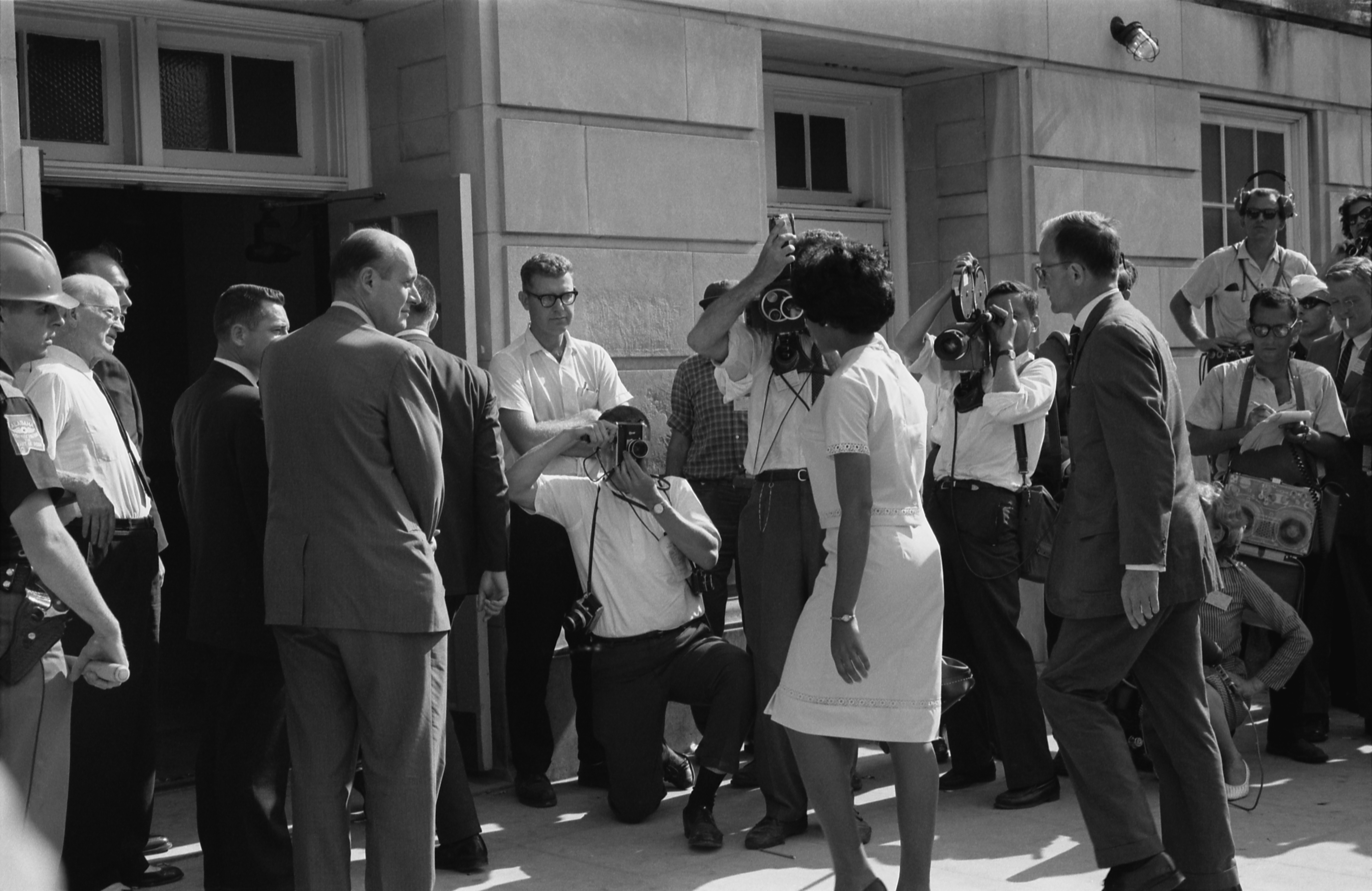
Vivian Malone Jones llega para inscribirse para clases en el Auditorio Foster de la Universidad de Alabama.

La parada en la puerta de la escuela (conocida como Stand in the Schoolhouse Door en inglés) es un incidente que tuvo lugar en el Auditorio Foster de la Universidad de Alabama, Estados Unidos, el 11 de junio de 1963. George Wallace, el Gobernador de Alabama, en un intento simbólico de respetar su promesa al asumir su cargo de "segregación ahora, segregación mañana y segregación por siempre" y detener los procesos de desegregación en las escuelas, se paró en la puerta del auditorio para intentar bloquear la entrada de dos estudiantes negros, Vivian Malone Jones y James Hood.
El incidente expuso a George Wallace a la atención de los medios nacionales.

## Antecedentes
El 17 de mayo de 1954, la Corte Suprema de los Estados Unidos publicó su decisión en el caso denominado Brown contra el Consejo de Educación de Topeka, Kansas, en el cual los demandantes alegaban que la educación de niños negros en escuelas públicas separadas de sus compañeros blancos era inconstitucional.
Como consecuencia de Brown v. Consejo de Educación la Universidad de Alabama debía ser desegregada. En los años subsiguientes, cientos de afroamericanos presentaron solicitudes de admisión, pero en todos los casos fueron rechazados. La Universidad trabajaba junto con la policía para hacer averiguaciones y encontrar todo tipo de razones con las que denegar la solicitud de ingreso, o cuando ello no era posible, intimidaba a los solicitantes. Pero en 1963, tres afroamericanos con una hoja de antecedentes impecable—Vivian Malone Jones, Dave McGlathery y James Hood—presentaron sus solicitudes, y se negaron a ser intimidados. A comienzos de junio un juez federal ordenó que ellos debían ser admitidos, y le prohibió al Gobernador Wallace que interfiriera.

## El incidente
El 11 de junio, Malone y Hood llegaron para inscribirse. Wallace, intentando mantener su promesa como también producir un incidente político, bloqueó la entrada del Auditorio Foster mientras representantes del periodismo presenciaban la escena. Entonces, el Deputy Attorney General Nicholas Katzenbach, que se encontraba escoltado por policías federales le indicó a Wallace que despejara el paso. Sin embargo, Wallace interrumpió a Katzenbach y se negó a obedecer, en cambio pronunció un discurso sobre derechos de los Estados. Katzenbach llamó al Presidente John F. Kennedy, quien movilizó a la Guardia Nacional de Alabama. El General Henry Graham entonces le ordenó a Wallace que se hiciera a un lado, diciéndole, "Señor, lamentablemente siguiendo órdenes del Presidente de los Estados Unidos es mi deber solicitarle que despeje el paso." Entonces Wallace pronunció algunas otras frases, pero finalmente se hizo a un lado, y Malone y Hood se inscribieron como estudiantes.

## Filmografía
El evento aparece en la película Forrest Gump en 1994, en la cual se muestra al personaje de Forrest Gump participando en el mismo.